# نراد خالیسکو
نراد خالیسکو (نام علمی: Abies flinckii) نام یک گونه از سرده نراد است.